# 서해갑문선

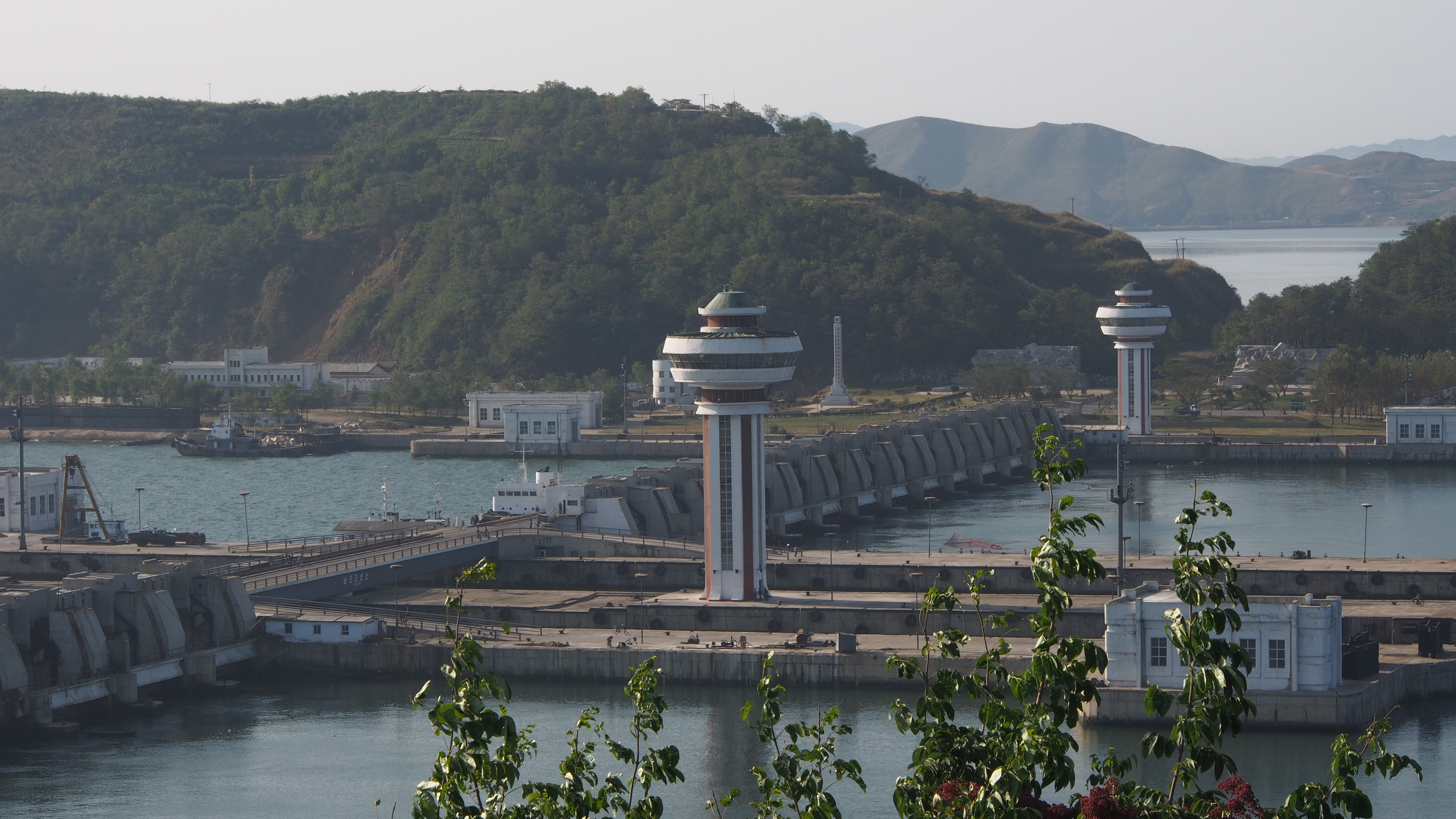

서해갑문선(西海閘門線)은 황해남도 은률군에 있는 철광역과 남포특별시에 있는 신령리역을 연결하는, 조선민주주의인민공화국의 철도 노선이다. 본선은 대동강의 하구를 가로막은 서해갑문의 위를 통과하고 있다.

## 노선 정보
- 구간과 거리 : 철광역~신령리역 26.7km
- 역 수 : 4개(양단역 포함)
- 궤도 간격 : 1435mm(표준궤)
- 전철화 구간 : 없음
- 복선 구간 : 없음

## 역 목록
| 역이름             | 구역명(舊驛名)     | 영업거리 (km) | 접속노선         | 소재지                | 소재지 |
| ------------------ | ------------------ | ------------- | ---------------- | --------------------- | ------ |
| 철광(鐵鑛)         |                    | 0.0           | 은률선, 서해리선 | 황해남도 은률군       |        |
| 한이천(漢二川)     |                    |               |                  | 남포특별시 와우도구역 |        |
| 송관(松觀)         |                    |               |                  | 남포특별시 와우도구역 |        |
| 서해갑문(西海閘門) |                    |               |                  | 남포특별시 와우도구역 |        |
| 신령리(新寧里)     | 평남신덕(平南新德) |               | 평남선           | 남포특별시 와우도구역 |        |

## 참고 문헌
- 고쿠부 하야토(国分隼人), 《将軍様の鉄道 北朝鮮鉄道事情》, 2007, 新潮社, ISBN 978-4-10-303731-6